# Vera Sobétova
Vera Valérievna Sobétova –en ruso, Вера Валерьевна Собетова – (Lipetsk, 10 de marzo de 1992) es una deportista rusa que compite en piragüismo en la modalidad de aguas tranquilas. Ganó cuatro medallas en el Campeonato Europeo de Piragüismo entre los años 2014 y 2018.

## Palmarés internacional
| Campeonato Europeo | Campeonato Europeo       | Campeonato Europeo | Campeonato Europeo |
| Año                | Lugar                    | Medalla            | Competición        |
| ------------------ | ------------------------ | ------------------ | ------------------ |
| 2014               | Brandeburgo (Alemania)   | Medalla de bronce  | K4 500 m           |
| 2015               | Račice (República Checa) | Medalla de bronce  | K4 500 m           |
| 2018               | Belgrado (Serbia)        | Medalla de plata   | K2 200 m           |
| 2018               | Belgrado (Serbia)        | Medalla de bronce  | K4 500 m           |